# Pont de les Amèriques
El Pont de les Amèriques (en castellà: Puente de las Américas; originalment conegut amb el nom de Pont Thatcher Ferry) és un viaducte de Panamà, que travessa l'entrada del Pacífic al Canal de Panamà. Construït el 1962, amb un cost de 20 milions de dòlars, va ser l'únic pont permanent que connectava les masses continentals d'Amèrica del Sud i Amèrica del Nord, fins a l'obertura del Pont Centenari l'any 2004.

## Descripció
El Pont de les Amèriques creua el Canal de Panamà pel costat del Pacífic a Balboa, prop de Ciutat de Panamà. Va ser construït entre 1959 i 1962 pels Estats Units, amb un cost de 20 milions de dòlars.
El pont té un disseny d'arc de gelosia, amb una longitud de 1.654 m en 14 llums. La principal mesura 344 m. El punt més alt del pont està situat a 117 m sobre el nivell mitjà del mar i l'espai a sota el tram principal és de 61,3 m en marea alta. Hi ha rampes d'accés amples a cada final del pont, i un pas per vianants a cada costat.
Des de la seva finalització el 1962 fins a l'obertura del Pont Centenari el 2004, el Pont de les Amèriques va ser un element clau de la Carretera Panamericana, com l'únic pont permanent que creuava el canal de Panamà, era l'únic enllaç permanent entre Amèrica del Nord i Amèrica del Sud des de l'obertura del canal el 1914.
El pont presenta un aspecte impressionant, i se'n pot obtenir una bona vista des del Club de iots de Balboa, on molts petits vaixells amarren abans o després de travessar el canal. Al llarg del dia i la nit molts vaixells passen sota el pont, tant d'entrada com de sortida del canal de Panamà.